# Bongénie
Bongénie, anciennement Bongénie Grieder, est une enseigne suisse fondée en 1891. Appartenant au groupe familial Brunschwig, elle exploite aujourd’hui 15 magasins et deux sites de vente en ligne. Répartis dans toute la Suisse, ces points de vente sont présents dans les grandes villes (Genève, Lausanne, Bâle et Zurich).
Outre l'enseigne Bongénie, le groupe co-exploite avec des partenaires les enseignes Max Mara Weekend en Suisse, Buzzano et Eugène Baud.
L’offre des magasins va du haut de gamme au luxe, avec des marques comme Moncler, Stella McCartney, Jacquemus, Chloé ou Saint Laurent,. Bongénie propose également ses propres collections avec sa marque éponyme.

## Histoire

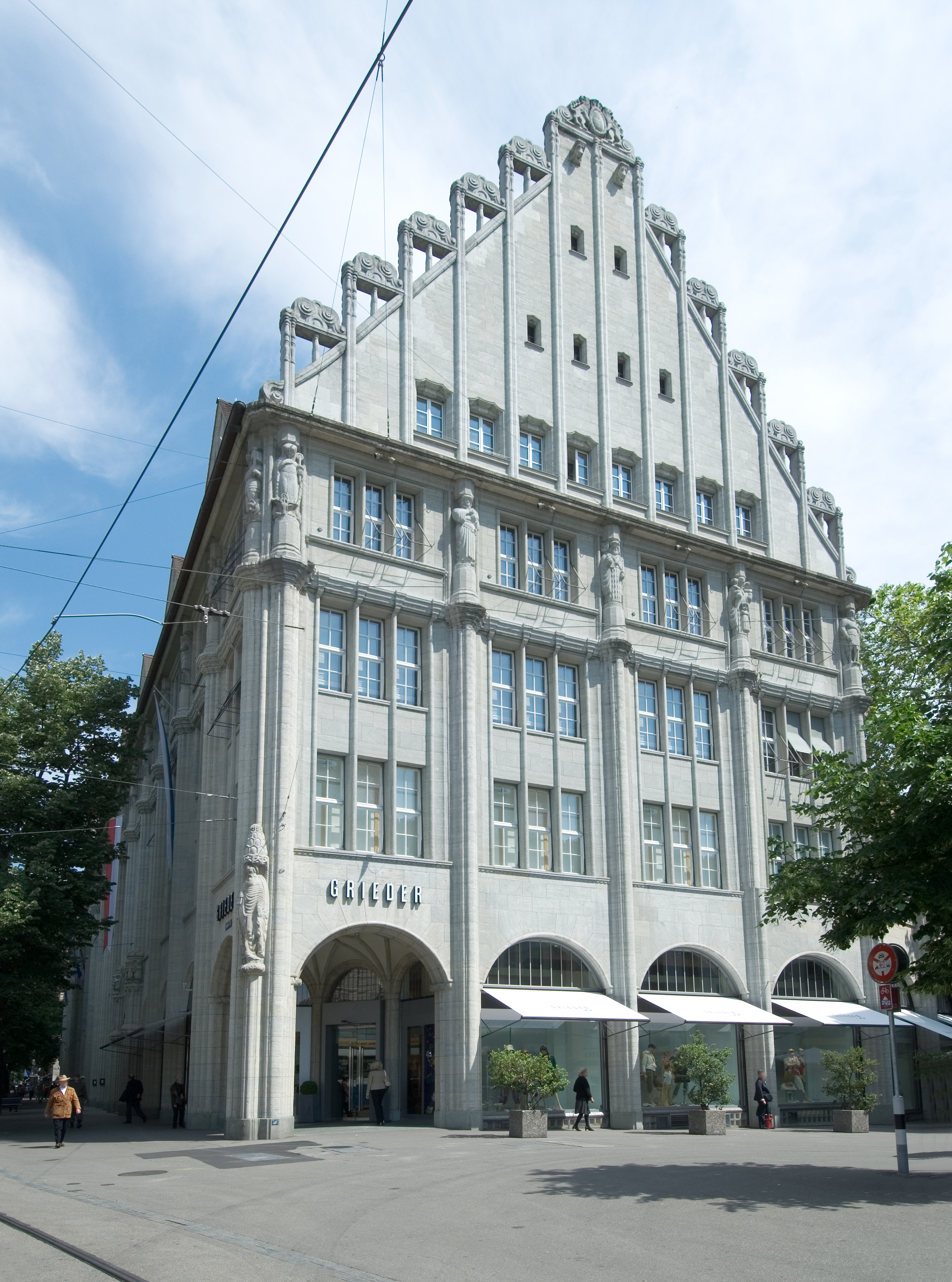
Grieder Haus, à Zurich, ancien magasin de Bongénie.

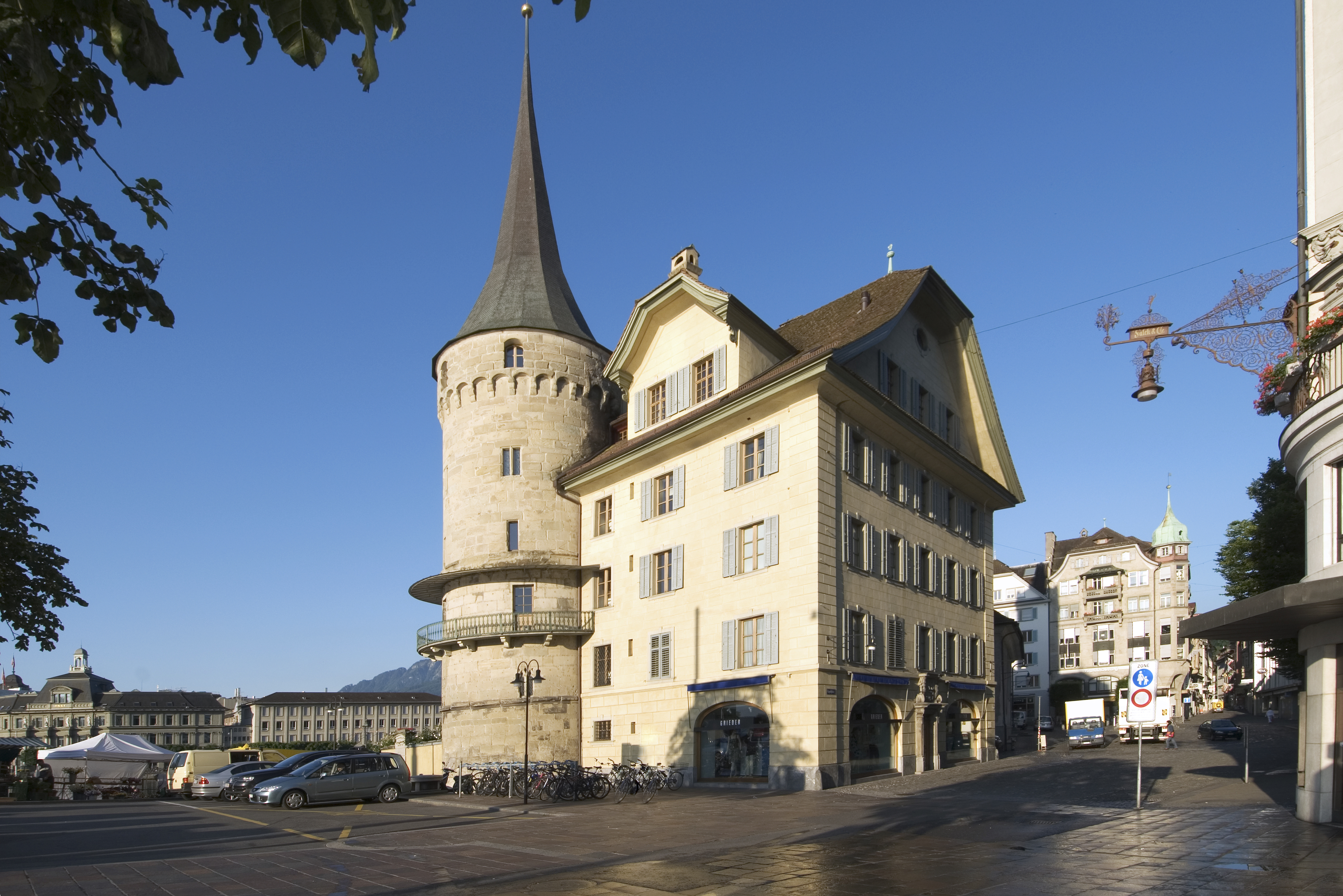
Magasin Bongénie à Lucerne.

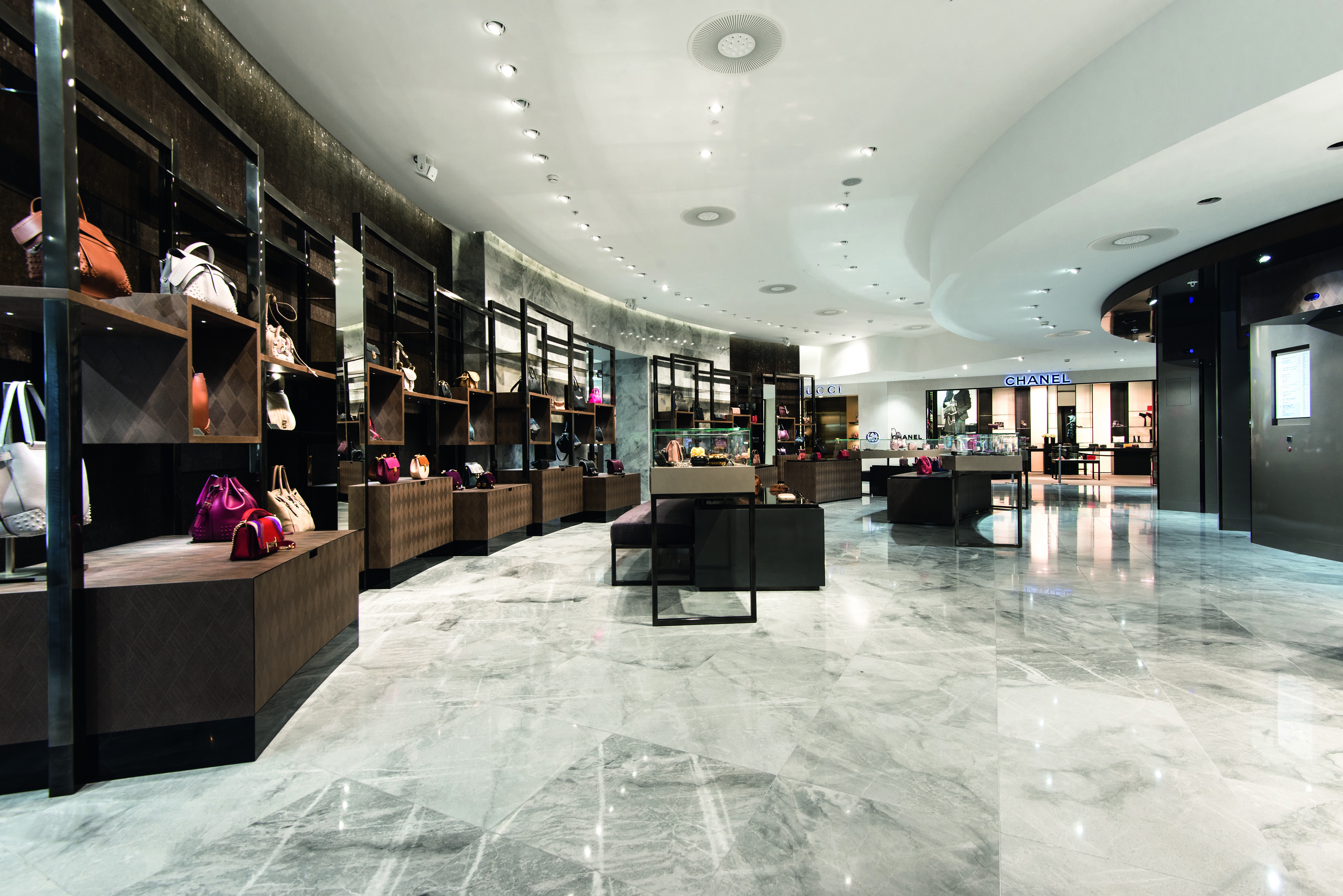
Rez-de-chaussée du magasin Bongénie à Genève.

Adolphe Brunschwig crée en 1891 le premier magasin « Bon Génie » à Genève, sorte de bazar destiné à la classe ouvrière. En 1903, il ouvre une succursale à Lausanne, d’abord baptisée « La Ménagère » puis « Bon Génie ». Son fils Émile prend la direction des magasins en 1920. En 1947, les magasins se recentrent sur la vente d’articles de mode, abandonnant l’ameublement.
Dans les années 1950, sous la direction de la troisième génération, Michel et Jean-Jacques Brunschwig, le magasin Bon Génie de Genève organise des défilés et des séries photos de mode. Le groupe s’inspire de plus en plus des magasins spécialisés américains.
En 1972, le groupe Brunschwig reprend la chaîne d’habillement Grieder en Suisse alémanique et ouvre un magasin à Zurich. Suivront plus tard le rachat de la maison Weilemann à Berne et du magasin Merkur à Bâle, qui deviendront des boutiques Grieder.
Dans les années 1980, la société est alors dirigée par les cousins de la quatrième génération : Anne-Marie de Picciotto, Jean-Marc, Nicolas et Pierre Brunschwig. Ils ont privilégié la croissance du groupe, en adaptant constamment l’agencement et la décoration de leurs magasins et en diversifiant l’assortiment et le portefeuille de marques.
En mars 2017, Bongénie lance une première version de son site de vente en ligne. Ils permettent ainsi aux clients en Suisse et au Liechtenstein d'accéder à l’assortiment complet en tout temps et de bénéficier des mêmes avantages et services que dans les magasins. Le groupe envisage d'étendre ce système de vente à l’échelle internationale.
En 2022, après une trentaine d’années à la tête du groupe Brunschwig, les trois associés de la Société Brunschwig & Cie, Anne-Marie de Picciotto, ses cousins Pierre et Nicolas Brunschwig, décident de passer la main. Ils nomment deux codirecteurs généraux en 2022 dont Loïc Brunschwig, fils de Nicolas Brunschwig. Ainsi la cinquième génération qui prend les rênes de l'entreprise,.
En 2023, Bongénie s'associe à Reawake, une entreprise zurichoise dédiée au prêt-à-porter et aux accessoires de seconde main de luxe, pour ouvrir deux corners dans les enseignes de Bâle et Genève.
En septembre 2024, Bongénie dévoile sa nouvelle identité. Autrefois nommé Bongenie Grieder en Suisse romande et Grieder en Suisse alémanique, l’enseigne s'appelle désormais Bongénie sur tout le territoire national pour unifier la marque. Ce changement de nom s'accompagne d'une nouvelle identité visuelle: un nouveau logo, un monogramme distinctif et le bleu comme nouvelle couleur identitaire. Enfin, l’enseigne améliore ses nouvelles boutiques en ligne pour une meilleure fluidité de navigation.
Après 111 ans dans la maison « Griederhaus » située à la Bahnhofstrasse 30, Bongénie s'installe à la Bahnhofstrasse 3. Le nouveau magasin, d'une superficie de 4 000 m² est situé dans un immeuble classé et rénové par le bureau d’architecte Märkli.

## Sponsoring
En tant qu’acteur de la mode en Suisse, Bongénie soutient divers projets suisses et locaux autour de la mode tels que Mode Suisse et l’école genevoise HEAD.

## Points de vente
En 2024, plus de 15 magasins sont répartis dans toute la Suisse dont 4 grands magasins spécialisés, 1 magasin de sport, 11 succursales ainsi que 2 points de vente en ligne (bongenie.ch et outlet.bongenie.ch).
- Bongénie Bâle
- Bongénie Berne
- Bongénie Chavannes-de-Bogis (2 magasins au centre Manor)
- Bongénie Dolder Grand
- Bongénie Genève
- Bongénie Interlaken
- Bongénie Lausanne
- Bongénie Lucerne
- Bongénie Monthey
- Bongénie Sierre
- Bongénie Zurich
- Bongénie Zurich Airport (2 magasins)
- Bongénie Sport Vésenaz